# 安全程度
安全边区（英語：margin of safety）也称为安全边际，由華倫·巴菲特之師本杰明·格雷厄姆所提出，指的是「股票價格」和「企業內在價值」之間的差距。葛拉漢認為，要做到正確且成功的投資，這可能是投資人唯一需要注意的投資原則。
而巴菲特也認為，自己之所以能運用投資創造大量的財富，要歸功於恩師葛拉漢所提出的「安全程度」的原則。

## 「價值」是什麼?
投資標的「價值」的估算，是以『現金流量』為指標，衡量該投資標的未來將盈餘陸續回饋給投資人的能力。換言之，企業的內在價值即是計算「一家企業在其往後的壽命中，預估所產生的淨現金（營收減去必要投資所需之支出），經過折現之後的現有價值。」
在進行投資決策之前，若能充分衡量該投資標的「安全程度」的數值高低，就越能確保此一投資在未來能充分獲利的可能性，也越能確保投資時不至於因為追高而受傷。就像是開車時，必須與前後車保持安全距離一樣，「安全程度」的原則，正是真正的投資人能夠持盈保泰的重要關鍵。

## 「價值」和「價格」的關係
投資是否成功，往往在買入該支股票時就已經決定。」這句話指的就是，安全程度的距離，其實在投資人買入時就已經決定了，也因此，巴菲特才會強調「真正的投資，應該以評估價格與價值之間的關係作為基礎，不考慮這種評估策略根本不能算做投資，而是一種投機」，此話所秉持的，正是「安全程度」的思維。
投資標的依據其價格與價值之間的關係，可分為兩種：價格高於價值的標的，以及價格低於價值的標的。
對於价格高於價值的標的，可能的情況有二：一是企業體質不佳的經理人拉抬股價，造成股價大幅拉高，長期而言，錦衣其外、敗絮其中，糖衣終究會被戳破，股價會回歸其應有的水準。二是投資標的獲利能力良好、體質健全，但因為其價格已經逼近（甚至超過）其價值，此時介入投資，安全程度過低，在此一情況下，該企業仍不足以被認為是好的投資標的。
而好的投資標的正好相反。除了企業體質健全，無論是在「創新力」、「生產力」皆有優越表現之外，該企業的股價也必須低於價值，未來有充分的成長空間。因此，當此一企業受外市場氣氛影響而股價重挫時，往往會讓其安全程度大幅提升。

## 巴菲特與「安全程度」
此即秉持資本管理精神的機構（如巴菲特所主持的波克夏公司），會利用如次級房貸風暴等事件，大舉加碼美國富國銀行幅度高達11%、入股美國銀行之原因所在。
巴菲特認為，其所做的最好投資，「往往是在大眾對總體經濟事件的憂慮達到巔峰時」，然而，這些事件「不曾改變以合理價格收購績優事業這種作法的正確性」。其所秉持的心法，即是「安全程度」。